# Fernand Etter
Fernand Etter (Belfort, 4 agosto 1941 – Clichy, 4 gennaio 1997) è stato un ciclista su strada francese.
Professionista dal 1965 al 1969.

## Carriera
Passato professionista nel 1968 vinse due corse nella massima serie, prese parte a due edizioni del Tour de France rispettivamente con la selezione Bleuets de France e France B senza riuscire però a terminare la corsa in nessuna delle due occasioni; al suo attivo figurano piazzamenti soprattutto nelle corse in linea ed a tappe del panorama ciclistico francese fra cui spicca il secondo posto al Grand Prix de Monaco 1968 dietro Roger Swerts.
Partecipò anche a due edizioni della Vuelta a España, entrambe concluse, in particolare nell'edizione del 1968 si mise in evidenza nella settima e tredicesima tappa piazzandosi al quarto e quinto posto di giornata.
Anche suo fratello maggiore Bernard sr. Guyot fu un ciclista ma non passò fra i professionisti mentre due suoi nipoti Claude Guyot e Bernard jr. Guyot furono ciclisti professionisti con cui ccondivise la stessa epoca e le stesse formazioni, mentre un terzo nipote Serge Guyot fu attivo solo fra i dilettanti.

## Palmares
- 1965 (Indipendente, due vittorie)

10ª tappa Tour du Saint-Laurent
14ª tappa Tour du Saint-Laurent
- 1966 (Pelforth, una vittoria)

Grand Prix de Saint Raphael
- 1967 (Pelforth, una vittoria)

1ª tappa Grand Prix du Midi Libre (Perpignan > Carcassonne)

### Altri successi
- 1967 (Pelforth, una vittoria)

Classifica scalatori Grand Prix du Midi Libre

## Piazzamenti

### Grandi giri
- Tour de France

1967: fuori tempo massimo (16ª tappa)
1968: ritirato (12ª tappa)
- Vuelta a España

1967: 64º
1968: 42º

### Classiche monumento
- Milano-Sanremo

1968: 103º
1969: 78º